# Myopati
Myopati är en medicinsk term för sjukdomar i muskelvävnad, när skelettmusklerna har nedsatt förmåga på grund av strukturella eller funktionella förändringar. Myopatier kan uppträda både med eller utan neurologisk påverkan.
Myopatier kan uppträda med muskelsvaghet, träningsintolerans, fatigue, kramp, muskelvärk, och stelhet.
Myopati förekommer vid ett flertal sjukdomar, däribland medfödda sjukdomar som centronukleär myopati, vissa autoimmuna sjukdomar som polymyosit, andra myositer, eller bero på systemiska sjukdomar som giftstruma eller kopparbrist. Muskelsjukdomar som yttrar sig i muskelförtvining kallas muskeldystrofier.
Alkoholmissbruk kan framkalla myopati som medför att hela muskler kan förstöras.